# Orsillinae

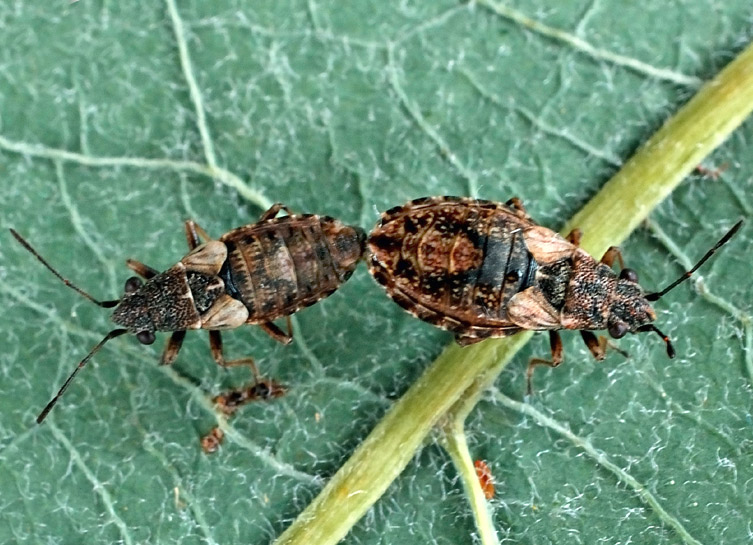
Parka bobuli krótkoskrzydłych.

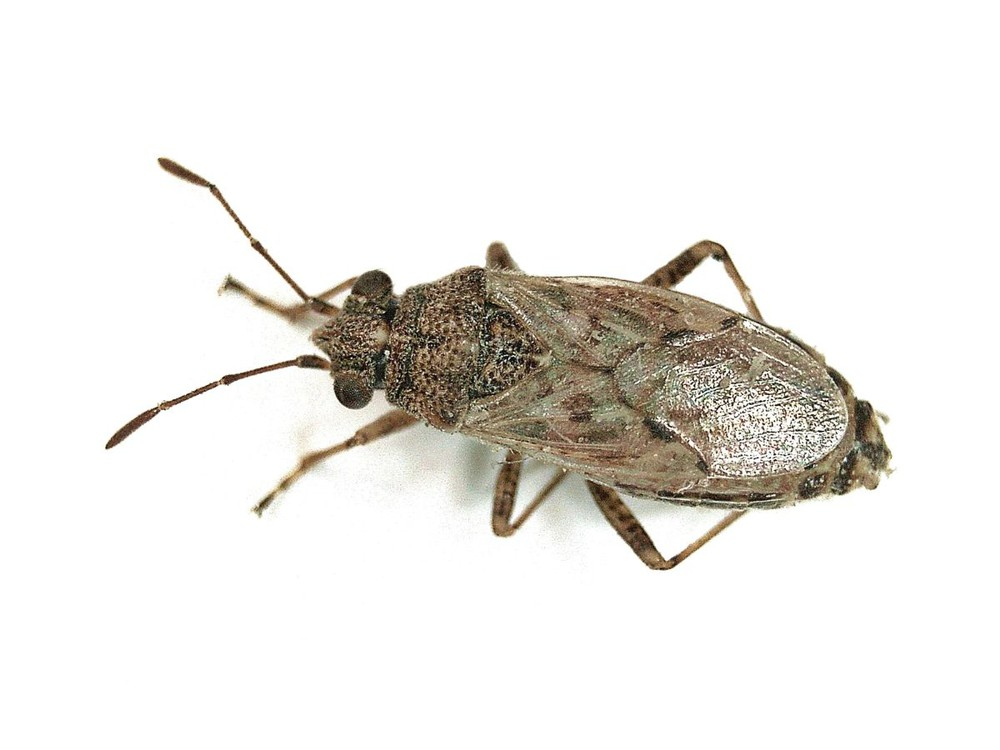
Nysius ericae

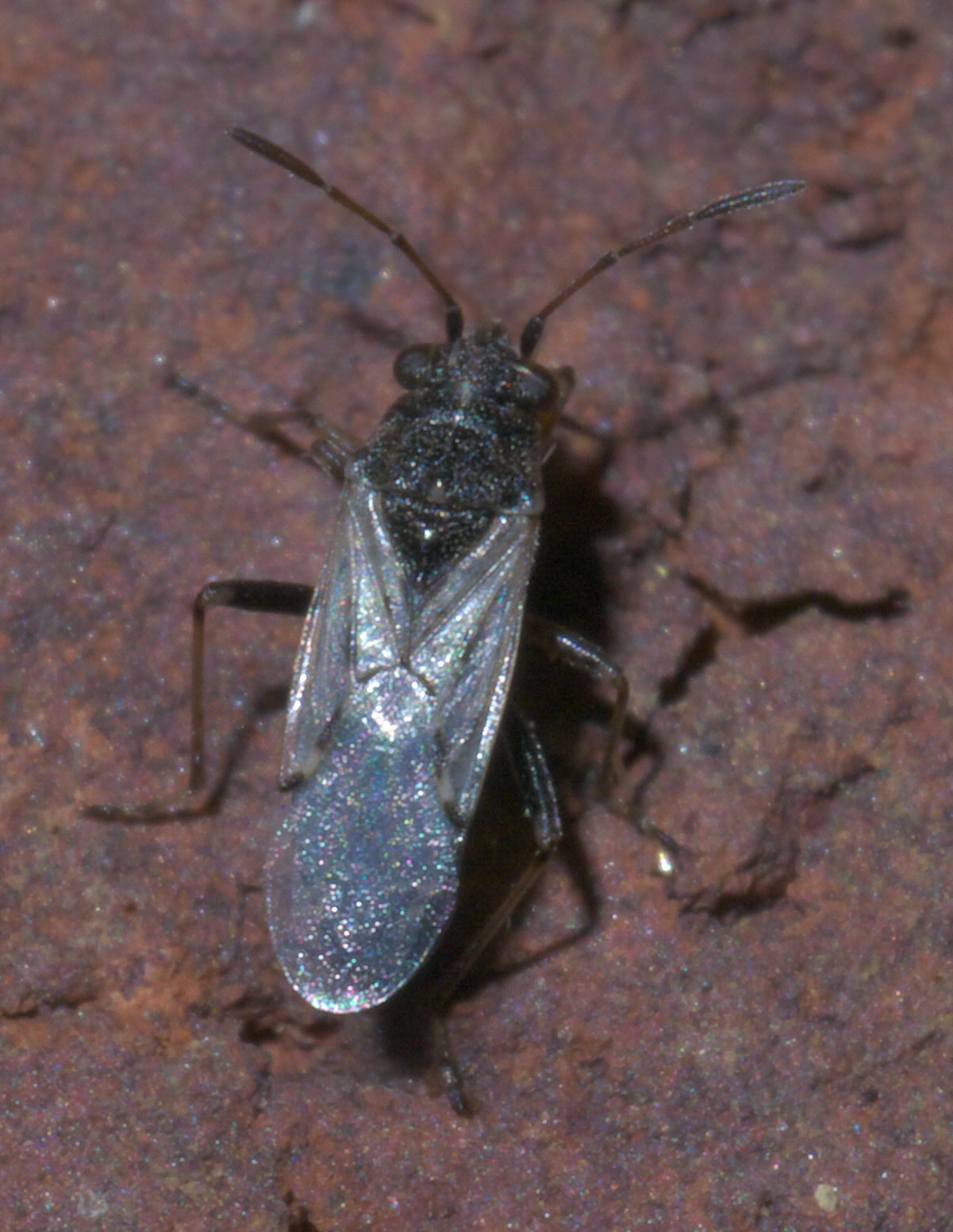
Xyonysius

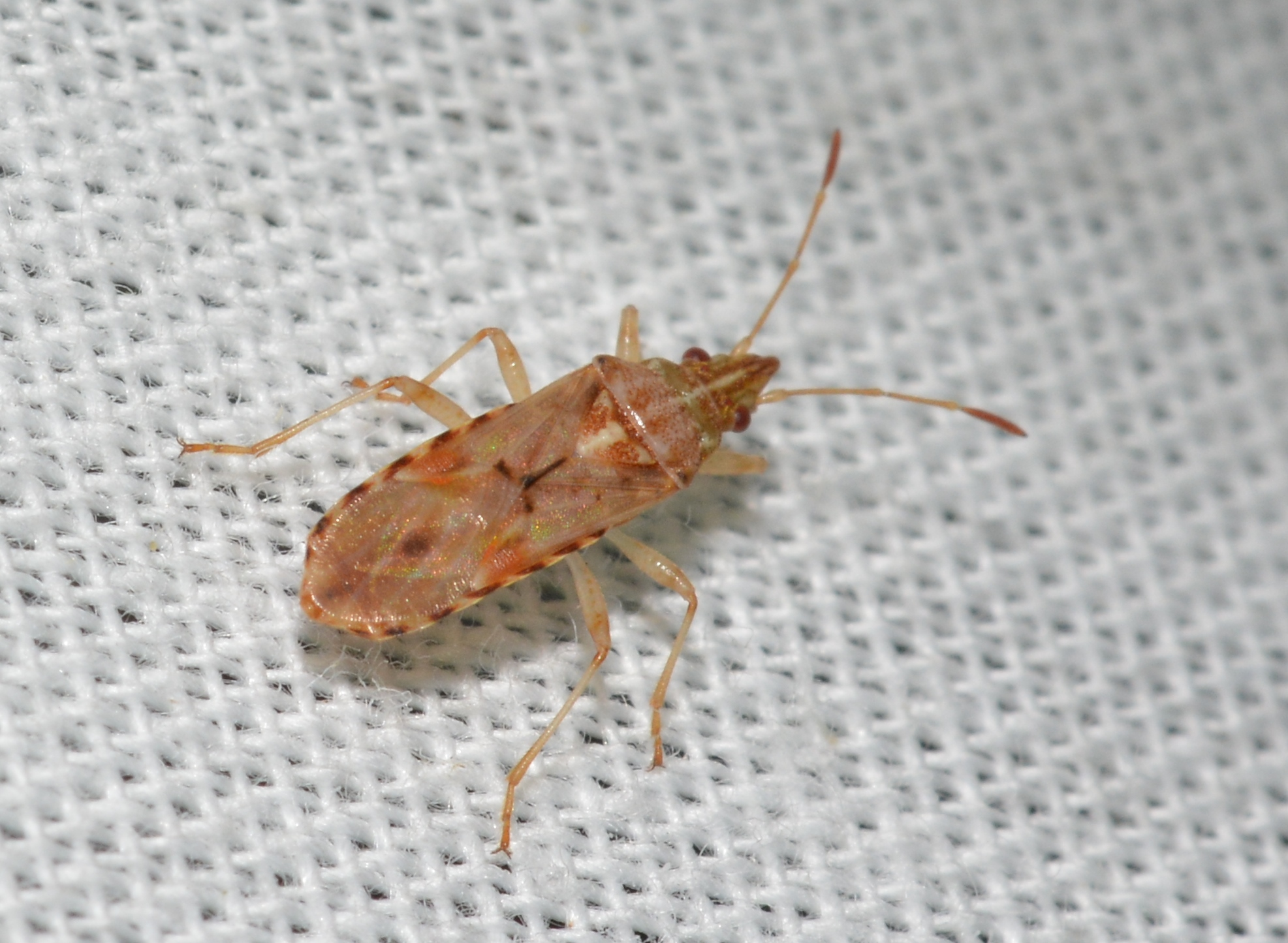
Belonochilus numenius

Orsillinae – podrodzina pluskwiaków z podrzędu różnoskrzydłych i rodziny zwińcowatych. Obejmuje około 70 opisanych gatunków. Rozprzestrzeniona jest kosmopolitycznie.

## Morfologia
Pluskwiaki te osiągają stosunkowo małe rozmiary. Ubarwione są niepozornie, w odcieniach żółci, brązu i szarości. Głowa ich jest wysunięta ku przodowi, pozbawiona trichobotrii, zaopatrzona w dobrze rozwinięte bukule, czteroczłonową kłujkę i, położone poniżej środka oczu złożonych, czteroczłonowe czułki. Powierzchnia przedplecza ma poprzeczny wcisk, między guzami barkowymi a tarczką. Półpokrywy są częściowo przejrzyste, na większej powierzchni, w tym na międzykrywkach niepunktowane. Wierzchołkową krawędź przykrywki mają zafalowaną na środkowym odcinku. Skrzydła tylne nie mają żyłki subkostalnej, za to wyposażone są w żyłki interwannalne i hamus (haczykowatą żyłkę odchodzącą od żyłki medialnej).
Odwłok ma wszystkie przetchlinki położone na grzbietowej stronie segmentów. Szew między czwartym i piątym sternitem jest całkowity i dochodzi do brzegów odwłoka. U larw ujścia grzbietowych gruczołów zapachowych odwłoka znajdują się między tergitami czwartym i piątym oraz piątym i szóstym.

## Ekologia i występowanie
Owady te są fitofagami ssącymi. W przeciwieństwie do innych zwińcowatych żerują nie tylko na nasionach, ale także na kwiatach i organach wegetatywnych roślin żywicielskich. Poszczególne gatunki często są polifagiczne i odżywiają się szerokim spektrum niespokrewnionych taksonów roślin.
Podrodzina rozprzestrzeniona jest kosmopolitycznie. Do jej szczególnej radiacji doszło na obszarze Hawajów – większość gatunków Orsillinae to endemity tychże wysp. W Australii występuje 12 gatunków z 4 rodzajów. W Polsce stwierdzono 8 gatunków z 3 rodzajów (zobacz też: zwińcowate Polski).

## Taksonomia
Takson ten wprowadzony został w 1862 roku przez Carla Ståla. Obejmuje około 255 opisanych gatunków, sklasyfikowanych w 30 rodzajach i 4 plemionach:
- plemię: Lepionysiini
  - Lepionysius Ashlock, 1967
- plemię: Metrargini
  - Balionysius Ashlock, 1967
  - Coleonysius Ashlock, 1967
  - Cuyonysius Dellapé & Henry, 2020
  - Darwinysius Ashlock, 1967
  - Glyptonysius Usinger, 1942
  - Metrarga White, 1878
  - Neseis Kirkaldy, 1910
  - Nesoclimacias Kirkaldy, 1908
  - Nesocryptias Kirkaldy, 1908
  - Oceanides Kirkaldy, 1910
  - Robinsonocoris Kormilev, 1952
  - Xyonysius Ashlock & Lattin, 1963
- plemię: Nysiini
  - Lepiorsillus Malipatil, 1979
  - Nesomartis Kirkaldy, 1907
  - Nithecus Horvath, 1890
  - Nysius Dallas, 1852
  - Oreonysius Usinger, 1952
  - Reticulatonysius Malipatil, 2005
  - Rhypodes Stal, 1868
- plemię: Orsillini
  - Aborsillus Barber, 1954
  - Austronysius Ashlock, 1967
  - Belonochilus Uhler, 1871
  - Camptocoris Puton, 1886
  - Eurynysius Ashlock, 1967
  - Hyalonysius Slater, 1962
  - Neortholomus Hamilton, 1983
  - Orsillus Dallas, 1852
  - Ortholomus Stal, 1872
  - Sinorsillus Usinger, 1938